# Smaragd (hop)
Smaragd is een hopvariëteit, gebruikt voor het brouwen van bier.
Deze hopvariëteit is een “aromahop”, bij het bierbrouwen voornamelijk gebruikt vanwege zijn aromatische eigenschappen. Dit is een relatief nieuwe soort geteeld in Duitsland als Europese respons op de Amerikaanse hopvariëteiten Simcoe en Amarillo.

## Kenmerken
- Alfazuur: 4 – 6%
- Bètazuur: 3,5 – 5,5%
- Eigenschappen: fruitige geur en toetsen van citroen en sinaasappel